# Mehdi Bayat
Mehdigholi (Mehdi) Bayat (Teheran, 6 januari 1979), wiens officiële naam Robert Bayat luidt, is een Iraans zakenman en voetbalbestuurder die ook over de Franse nationaliteit beschikt. Sinds 2010 is Mehdi algemeen directeur van voetbalclub Sporting Charleroi. In de periode 2019-2021 was hij voorzitter van de Koninklijke Belgische Voetbalbond.

## Biografie
Mehdi Bayat werd in Teheran geboren als de zoon van Yassi en Nader Bayat. De familie Bayat maakte in die dagen deel uit van de zogenaamde "1000 families", een benaming voor de aristocratische families die in Iran de touwtjes in handen hadden en goeie contacten hadden met de sjah. Mehdi's voorvader Morteza Gholi Bayat was van 1944 tot 1945 premier van Iran. Zijn ouders hadden in zijn geboorteland een succesvol zuivelbedrijf. Omwille van de Iraanse Revolutie en de daaropvolgende Irak-Iranoorlog vluchtte de welgestelde familie naar het buitenland. Mehdi belandde zo begin jaren 80 samen met zijn ouders en oudere broer Mogi in Frankrijk, waar ze aangeraden werd om Franse voornamen aan te nemen om hun naturalisatieproces te vergemakkelijken. Sindsdien heet Mehdi officieel Robert Bayat, hoewel hij naar eigen zeggen nooit reageert wanneer iemand hem met die naam aanspreekt.
Mehdi en Mogi groeiden op in de Zuid-Franse stad Cannes. In 2003 trokken de broers naar België. Daar was voetbalclub Sporting Charleroi sinds 2000 in handen van hun oom Abbas Bayat. Mogi kreeg binnen de club de functie van algemeen directeur. De 23-jarige Mehdi, die in die periode bekendstond als een losbol, werd benoemd tot commercieel directeur.
In de periode 2004-2007 eindigde Charleroi twee keer in de top vijf. De club kende op sportief vlak een uitstekende periode, maar in de bestuurskamer begon het al snel te rommelen. Er kwam een conflict tussen voorzitter Abbas Bayat en zijn neef Mogi. De familieleden groeiden binnen de club uit elkaar. Op een gegeven moment zag het er zelfs naar uit dat Abbas zowel Mogi als Mehdi aan de deur zou zetten. Uiteindelijk werd enkel Mogi in december 2010 ontslagen. Na het ontslag werd Mehdi gepromoveerd tot algemeen directeur. Ook op sportief vlak kreeg Charleroi klappen. De club zakte in 2012 naar de Tweede Klasse, maar wist een jaar later opnieuw te promoveren.
Inmiddels bereidde Mehdi achter de schermen de toekomst van de club voor. Samen met de Waalse ondernemer Fabien Debecq richtte hij de bvba Group MF (Mehdi-Fabien) op. Deze vennootschap nam in 2012 voor 6 miljoen euro alle aandelen van Abbas Bayat over. Precies 95 procent van de club kwam in handen van Debecq, die ook de nieuwe voorzitter werd. Mehdi kreeg de overige vijf procent in handen en bleef manager van de club. In 2015 mocht de club voor het eerst in 21 jaar Europees spelen.
In 2021 stelde Bayat zich kandidaat voor het uitvoerend comité (bestuur) van de UEFA. Hij kreeg als enige kandidaat niet genoeg stemmen. 

## Operatie Propere Handen
Operatie Propere Handen (officieel Operatie Zero) is een grootschalig onderzoek dat wordt gevoerd door het federaal parket naar witwaspraktijken, omkoping en matchfixing in het Belgisch voetbal.

### Geschiedenis
Eind 2017 startte het onderzoek. Het werk van de Belgische recherche kwam in de openbaarheid op 10 oktober 2018. 's Morgens verrichtten 184 agenten 44 huiszoekingen in het hele land, onder andere bij de voetbalclubs KRC Genk, Club Brugge, RSC Anderlecht, Standard Luik, KAA Gent, KV Oostende, KV Kortrijk en KSC Lokeren.
Mehdi Bayat werd beticht van valsheid in geschrifte en omkoping maar werd vrijgelaten door gebrek aan bewijs. Zijn neef Mogi daarentegen bleek de rode draad in alle dossiers. Mogi werd verdacht van witwassen en deelname aan een criminele organisatie. Op 27 november 2018 werd hij onder voorwaarden vrijgelaten, nadat hij de waarborgsom van 150.000 euro moest betalen.  